# Батлер, Чарльз, 7-й маркиз Ормонд
 Джеймс Хьюберт Теобальд Чарльз Батлер (англ. Charles Butler, 7th Marquess of Ormonde; 19 апреля 1899 — 25 октября 1997) — ирландский аристократ, 7-й маркиз Ормонд и 25-й граф Ормонд (1971—1997). Член ордена Британской империи (1921).
Последний (7-й) обладатель титула маркиза Ормонда и 25-й носитель титула графа Ормонда. Титул графа Ормонда — один из старейших титулов в системе Пэрства Британских островов. Титул был впервые предоставлен в 1328 году Джеймсу Батлеру, 1-му графу Ормонду, который женился на внучке короля Англии Эдуарда I Плантагенета.

## Биография
Младший (второй) сын преподобного лорда Джеймса Теобальда Багота Джона Батлера (1852—1929) и леди Аннабеллы Брайдон Гордон (ум. 1943). Внук Джона Батлера, 2-го маркиза Ормонда (1808—1854).
Учился в колледже Хейлбури (Хейлбури, Хартфордшир) и Королевской военной академии в Сандхерсте (Сандхерст, Беркшир). Получил чин лейтенанта Королевского стрелкового корпуса.
Во время Первой мировой войны он был ранен во время газовой атаки во Франции в 1916 году и провел последние годы войны в госпитале. В 1921 году возведён в звание члена ордена Британской империи военного дивизиона.

## Браки и дети
В конце 1920-х годов Чарльз Батлер эмигрировал в США, где встретился с Нэн Гилпин (ум. 8 сентября 1973), дочерью Гарта Гриффита Гилпина. Брак был заключен 3 марта 1935 года. у них было двое дочерей:
- Леди  Энн Соукуп (Констанс Энн Батлер) (род. 13 декабря 1940)
- Леди  Синтия Хаммер (Вайолет Синтия Лила Батлер) (род. 31 августа 1946)

Вторым браком Чарльз Батлер женился на Элизабет Рарден (ум. 1980), дочери Чарльза Рардена. В этом браке детей не было.

## Маркиз Ормонд
В апреле 1971 года после смерти своего двоюродного брата, Джеймса Артура Батлера, 6-го маркиза Ормонда и 24-го графа Ормонда (1893—1971), не имевшего сыновей, Чарльз Батлер унаследовал титулы 7-го маркиза Ормонда, 25-го графа Ормонда, 19-го графа Оссори, 17-го виконта Терлса и 7-го барона Батлера. С тех пор он стал известен как Достопочтенный Чарльз Батлер, 7-й маркиз Ормонд.
В течение поздних лет своей жизни лорд Ормонд поддерживал активную роль в качестве председателя общества Батлер. Он совершал регулярные поездки в город Килкенни в Ирландии, где находился замок Килкенни, основная резиденция его семьи. Замок Килкенни (в котором семья Батлер не проживала с 1935 года) в 1967 году был передан 6-м маркизом Батлером городу и жителям Килкенни.
Лорд Ормонд скончался 25 октября 1997 года в Чикаго, штат Иллинойс, в возрасте 98 лет.
После смерти Чарльза Батлера в 1997 году титул маркиза Ормонда прервался, а титул графа Ормонда оказался в состоянии ожидания. Пирс Джеймс Ричард Батлер, 18-й виконт Монтгаррет (род. 1961), который сменил своего отца в 2004 году, считается наиболее вероятным наследником умершего маркиза Ормонда в качестве графа Ормонда.